# Havok Vision Game Engine
Havok Vision Game Engine (bekannt als Vision) ist eine plattformübergreifende 3D-Spiel-Engine, welche von Trinigy später Havok entwickelt wurde und 2003 erschien. Vision ist verfügbar für Microsoft Windows (DirectX 9, DirectX 10, DirectX 11), Xbox 360, PlayStation 3, Nintendo Wii und Wii U. Als mobile Plattformen werden iOS, Android und PlayStation Vita unterstützt. Ebenfalls werden die gängigen Internet-Browser wie Mozilla Firefox, Google Chrome, Opera und Internet Explorer unterstützt.

## Geschichte
Die Software entstand ursprünglich beim Reutlinger Unternehmen Vulpine. Nach deren Insolvenz gründeten ehemalige Mitarbeiter Trinigy und führten die Arbeiten an der Engine fort. 2011 wurde Trinigy von Havok übernommen. Das Unternehmen bot nun Grafik-Engine und Physik-Engine aus einer Hand an. Vision Engine 8 wurde bereits vor der Game Developers Conference 2010 veröffentlicht. Sie setzte auf DirectX 11 auch für Browserspiele.

## Verkaufsmodell
Havok bietet sowohl den einmaligen Kauf aller Lizenzen, als auch eine Lizenz pro Titel oder Plattform an. Alle Lizenzen beinhalten vollen Support und regelmäßige Updates. WebVision war kostenlos für jedes Studio, welches bereits Vision 8 nutzte.

## Spiele (Auswahl)
2004
- Gotcha! (Sixteen Tons Entertainment)
- Psychotoxic (Nuclearvision)

2005
- Back to Gaya (4HEAD Studios)
- Psychotoxic: Gateway to Hell (Nuclearvision)
- Lula 3D (CDV Software Entertainment)
- Sportschießen 2006 (Independent Arts Software)

2006
- Desperados 2: Cooper’s Revenge (Spellbound Entertainment)
- Undercover: Operation Wintersonne (Sproing)

2007
- Helldorado (Spellbound)
- World of Chaos (Brainfactor Games)

2009
- Black Mirror 2 (Cranberry Production)
- iFluid (Exkee)
- Planet 51 Online (Zed Group)

2010
- Die Siedler 7 (Blue Byte)
- Arcania (Spellbound)
- Grotesque Tactics: Evil Heroes (Silent Dreams)

2011
- 7554 (Emobi Games)
- Baobab Planet (Freedom Factory Studios)
- Black Mirror 3 (Cranberry Production)
- Bus & Cable Car Simulator (TML-Studios)
- Orcs Must Die! (Robot Entertainment)
- Stronghold 3 (Firefly Studios)
- World of Subways 3 (TML-Studios)

2012
- Bus Simulator 2012 (TML-Studios)
- City Bus Simulator: München (TML-Studios)
- Dogfight 1942 (City Interactive)
- Giana Sisters: Twisted Dreams (Black Forest Games)
- Lost Chronicles of Zerzura (Cranberry Production)
- Orcs Must Die! 2 (Robot Entertainment)

2013
- Plushy Knight (Student Game)
- Dark (Realmforge Studios)
- Pressure (Chasing Carrots)
- GuJian 2 (Aurogon Games)
- Das Schwarze Auge: Demonicon (Noumena Studios)
- Young Justice: Legacy (Freedom Factory Studios)

2014
- BloodBath (Freedom Factory Studios)
- Kick-Ass 2 The Game (Freedom Factory Studios)
- Novus Aeterno (Taitale Studios)
- Stronghold Crusader 2 (Firefly Studios)

2015
- Rohan 2: Legacy of Steel (Playwith Inc.)
- World of Subways 4 (TML-Studios)

2017
- Modern Combat Versus (Gameloft)

2021
- Stronghold: Warlords (Firefly Studios)